# Maangroet
De Maangroet (Sanskriet: Chandra namaskāra of Chandra Namaskar) is een yogaserie in hatha-yoga. Chandra betekent letterlijk schijnen en er wordt de maan mee bedoeld; Namaskar betekent groet. De Maangroet is oorspronkelijk een avondritueel, als groet aan de maan die aan de hemel verschijnt wanneer de zon ondergaat. De tegenhanger van de Maangroet is de Zonnegroet.

## Samenstelling
Aan de basis van de Maangroet liggen twaalf tot veertien yogastanden (asana's) die in een bepaalde volgorde worden uitgevoerd. De Maangroet is hierbij minder dynamisch dan de Zonnegroet, omdat de beoefening voor aanvang van de nachtrust wordt gedaan en het de nachtrust juist moet bevorderen. Concentratie en een actieve deelname van het bewustzijn zijn bij de uitvoering van deze serie van belang.

### Acht geledingen van raja-yoga
Patanjali beschrijft in de Yogasoetra's de acht geledingen van yoga, ook bekend als de raja-yoga of de yoga van de koninklijke weg. Deze acht zijn de yama die naar de vijf onthoudingen verwijzen, niyama ofwel de vijf voorschriften, asana's voor de lichamelijke oefening, pranayama-ademhalingstechnieken, terugtrekking van de zintuigen in de pratyahara, de dharana-concentratieoefeningen, meditatieoefeningen die dhyana worden genoemd en tot slot de volledige overgave in de samadhi en daarmee de vereniging met brahma (god). Deze acht geledingen zijn zowel in de hatha-yoga als de ashtanga vinyasa yoga en belangrijk fundament en is het meest zichtbaar in de beoefening van de asana's en de pranayama. Maar ook andere geledingen, zoals dharana en dhyana hebben hun waarde in de Zonnegroet.
De Zonnegroet wordt beoefend op verschillende bewustzijnsniveaus, variërend van een puur lichamelijke gymnastiekoefening, tot een complete meditatieve oefening, waarbij de yogahoudingen gecombineerd worden met pranayama, mantra's en chakra's. Dit is bijvoorbeeld het geval bij een Sadhana.
|    | Asana                                                  | Mantra                                                                          |
| -- | ------------------------------------------------------ | ------------------------------------------------------------------------------- |
| 1  | Bidhouding Pranamasana                                 | Ik groet zij die wensen vervult Om Kamesvaryai Namaha                           |
| 2  | Intense Armstrekking Hasta Uttanasana                  | Ik groet zij die guirlandes van welvaart draagt Om Bhagamalinyai Namaha         |
| 3  | Vooroverstrekking Uttanasana                           | Ik groet zij die altijd meevoelend is Om Nityaklinnayai Namaha                  |
| 4  | Diepe Hardloperhouding Ashwa Sanchalanasana (variatie) | Ik groet zij die wild is Om BherundayaiNamaha                                   |
| 5  | Halve Maan Ardha Chandrasana                           | Ik groet zij die het vuur in zich draagt Om Vahnivasinyai Namaha                |
| 6  | Zittende Berg Parvatasana                              | Ik groet zij die Vajra bezit Om Vajreshvaryai Namaha                            |
| 7  | Achtledige Groet Ashtanga Namaskara                    | Ik groet zij die de boodschapper van Shiva is. Om Dutyai Namaha                 |
| 8  | Cobra Bhujangasana                                     | Ik groet zij die (bliksem-)snel is Tvaritayai Namaha                            |
| 9  | Zittende Berg Parvatasana                              | Ik groet zij die deugdzaam, eerwaardig en betoverend is Om Kulasundaryai Namaha |
| 10 | Diepe Hardloperhouding Ashwa Sanchalanasana (variatie) | Ik groet zij die eeuwig is Om Nityayai Namaha                                   |
| 11 | Halve Maan Ardha Chandrasana                           | Ik groet zij die in een blauw gewaad getooid is Om Nilapatakinyai Namaha.       |
| 12 | Vooroverstrekking Uttanasana                           | Ik groet zij die altijd zegeviert Om Vijayayai Namaha                           |
| 13 | Intense Armstrekking Hasta Uttanasana                  | Ik groet zij die de bron van geluk is Om Sarvamangalayai Namaha                 |
| 14 | Bidhouding Pranamasana                                 | Ik groet zij die voortdurend met vlammen omkranst is Om Jvalamalinyai Namaha    |

De variatie die bij de Diepe Hardlopershouding wordt gebruikt, is door de knie en enkel plat op de vloer te leggen.
Een volledige ronde van de Zonnegroet komt feitelijk op twee sets van twaalf asana's neer, zowel een keer vanuit links als een keer vanuit rechts ingezet. Om de verschillende houdingen goed te beheersen, zou er eerst dagelijks afzonderlijk aan een bepaalde houding gewerkt moeten worden en zou de lat niet van meet af aan hoog moeten liggen.

### Variatie
Een andere, veelbeoefende variatie van de Maangroet is de volgende:
|    | Asana                                       | Variatie                                                                                            |
| -- | ------------------------------------------- | --------------------------------------------------------------------------------------------------- |
| 1  | Bidhouding Pranamasana                      | |
| 2  | Vooroverstrekking Uttanasana A              | |
| 3  | Diepe Hardloperhouding Ashwa Sanchalanasana | variatie 1, met knie en enkel plat op de vloer                                                      |
| 4  | Diepe Hardloperhouding Ashwa Sanchalanasana | variatie 2, met handen omhoog (wordt ook wel Hanumanasana, niet te verwarren met de spagaathouding) |
| 5  | Kind- of Maanhouding Balasana               | met de handen recht vooruit                                                                         |
| 6  | Diepe Hardloperhouding Ashwa Sanchalanasana | variatie 1, met knie en enkel plat op de vloer                                                      |
| 7  | Diepe Hardloperhouding Ashwa Sanchalanasana | variatie 2, met handen omhoog (wordt ook wel Hanumanasana, niet te verwarren met de spagaathouding) |
| 8  | Cobra Bhujangasana                          | |
| 9  | Kind- of Maanhouding Balasana               | met de handen recht vooruit                                                                         |
| 10 | Bliksemhouding Vajrasana                    | met de handen en het hoofd naar boven gericht                                                       |
| 11 | Stoel Utkatasana                            | met de vingers naar de vloer gericht                                                                |
| 12 | Bidhouding Pranamasana                      | |

## Verantwoorde uitvoering
Overeenkomstig met de Zonnegroet, zouden vrouwen de Maangroet niet moeten doen tijdens de eerste dagen van de menstruatie. Wel zouden ze de yogaserie nog in de eerste vijf maanden van de zwangerschap kunnen blijven trainen.
Wanneer een beoefenaar zich niet comfortabel voelt in een houding of wanneer de houding niet of moeilijk gedaan kan worden, is het belangrijk dat er niet geforceerd wordt. Yoga is namelijk geen competitiesport. Op zo'n moment is het belangrijk zich te ontspannen, waarna de houding nogmaals geprobeerd kan worden. Eventueel moet de oefening helemaal achterwege blijven. Ook wordt voldoende ontspanning als een belangrijk element van de beoefening beschouwd.

## Pranayama

Middenrifademhaling

In hatha-yoga wordt de volledige ademhaling tijdens de beoefening van de Zonnegroet gebruikt. Volgens Van Lysebeth kan iemand die moeite heeft met de volledige ademhaling, deze het beste in de Tafelhouding of op de rug kunnen oefenen. De ademhalingstechniek die hij hierbij gebruikt, is de longen eerst helemaal leeg te maken, bijvoorbeeld door in het laatste stukje de buikspieren in de onderbuik naar binnen te trekken. Dan begint hij met de inademing in de buik, dan in de flanken en laat vervolgens de sleutelbeenderen omhoog komen. De ademhaling gebeurt zonder horten en stoten.